# Arroyo Palma Sola Chico
El arroyo Palma Sola Chico es un curso de agua uruguayo, ubicado en el departamento de Artigas, perteneciente a la cuenca hidrográfica del río Uruguay.
Nace en la Cuchilla de Belén, cercano a la localidad de Baltasar Brum y discurre con rumbo sur hasta desembocar en el arroyo Palma Sola Grande.